# 卫理公会老伯特利堂 (查尔斯顿)
卫理公会老伯特利堂（Old Bethel United Methodist Church）位于查尔斯顿 (南卡罗来纳州)卡尔霍恩街222号 该教堂于1975年列入国家史迹名录。
该建筑最初位于皮特街55号（与卡尔霍恩街拐角处），以取代建于1797-1798的教堂。1880年迁至现址，原址给了附近的黑人会众。
该建筑原是一个简单的聚会所，简单的矩形平面。建筑迁至现址后，增建了有四根带凹槽柱子的门廊。